# Сквер Бунина
Сквер Бунина — сквер в Центральном административном округе Москвы между Борисоглебским и Большим Ржевским переулками, выходящий на Поварскую улицу. Сквер образовался после сноса особняков XIX века в начале 1980-х годов и получил название в 2015 году — в год 145-летия со дня рождения поэта и писателя Ивана Бунина.

## История
До Октябрьской революции Поварская улица преимущественно застраивалась доходными домами и особняками. Владения 17—19 занимали 2 малоэтажных особняка постройки 2-й половины XIX века, один из которых принадлежал родственнице архитектора Адольфа Эрихсона Е. М. Эрихсон, а другой — потомственной почётной гражданке и жене известного коммерсанта В. И. Дубровиной. В начале 1980-х годов они были снесены, став последними утраченными в советский период историческими постройками на Поварской улице. На месте особняков был организован временный сквер, окружённый глухими торцами соседних зданий. Главным элементом сквера стал 200-летний вяз — одно из старейших деревьев Москвы, ранее находившееся на территории особняка. Сквер понравился местным жителям и стал популярным местом прогулок.
В 1987 году в соответствии с межправительственным соглашением московские власти решили построить на месте временного сквера 8-этажное жилое здание сотрудников посольства Турции. Проект был утверждён, на площадку привезли строительные материалы, провели коммуникации, начали забивать сваи для фундамента. Строители начали выкорчёвывать высаженные на Поварской в 1950-x годах липы и получили порубочный лист на многолетний вяз. Однако местные жители выступили против уничтожения вяза и строительства на месте сквера, начали круглосуточное дежурство и сбор подписей против стройки. Общественная борьба объединила жителей микрорайона, привлекла внимание СМИ, и спустя почти год горожане добились своего: власти перенесли строительство жилого дома на другой участок.

### Название
Вплоть до 2015 года сквер не имел собственного названия. В ознаменование 145-летия со дня рождения Ивана Бунина советник управы Пресненского района Наталья Захарова выступила с инициативой присвоить скверу имя писателя, который в декабре 1916 — мае 1918 года жил в доме 26 по Поварской улице, где написал первую часть «Окаянных дней» и откуда отправился в эмиграцию. 25 мая 2015 года Городская межведомственная комиссия по переименованию территориальных единиц одобрила наименование, а 28 июля новое название было закреплено постановлением Правительства Москвы.

## Достопримечательности
Долгое время главной достопримечательностью сквера был старый вяз, возраст которого превышал 200 лет. После отмены строительства жилого здания вяз получил охранный статус памятника природы, и перед ним была установлена памятная доска «Вяз-долгожитель на Поварской». В конце 2000-х годов вяз поразил голландская болезнь, и после аномально жаркого лета 2010 года дерево засохло. В феврале 2013 года дерево спилили, в мае поблизости высадили 30-летний вяз, переданный Москве в подарок немецким питомником. По просьбам местных жителей, пень старого вяза был сохранён. Руководитель Департамента природопользования и охраны окружающей среды города Москвы Антон Кульбачевский пообещал увековечить память примечательного дерева мемориальной доской или инсталляцией в рамках запланированного благоустройства.
Также в сквере расположен бронзовый памятник Ивану Бунину работы скульптора Александра Бурганова и архитектора Виктора Пасенко, переданный городу в дар музеем классического и современного искусства «Бурганов-центр». Памятник был установлен в день рождения Бунина 22 октября 2007 года.